# Zdechovice (zámek)
Zdechovice jsou zámek ve stejnojmenné vesnici západně od Přelouče v okrese Pardubice. Jeho předchůdcem byla od čtrnáctého století tvrz rodu zdechovických vladyků. Na přelomu šestnáctého a sedmnáctého století ji příslušníci rodu Vrábských ze Vrábí přestavěli na renesanční zámek. Barokní přestavbu provedli Paarové po roce 1722. Na začátku devatenáctého století zámek vyhořel a obnova po požáru proběhla v klasicistním duchu. Ve druhé polovině dvacátého století zámek sloužil potřebám armády, jejíž utilitární zásahy postihly především park a hospodářské zázemí. Zámecký areál je chráněn jako kulturní památka.

## Historie
Předchůdcem zámku byla tvrz, na které podle Augusta Sedláčka sídlili zdechovičtí vladykové už ve čtrnáctém století. Patřil k nim roku 1352 připomínaný Ješek ze Zdechovic. Vladyka stejného jména žil také v letech 1373, 1399 a 1401 a roku 1405 vesnici vlastnil Jan ze Zdechovic, který sídlil ve Štěpánově a daroval plat ve výši tří kop grošů z Horušic zdechovskému faráři Václavu Haškovi. Poslední zmínka o Janovi je z roku 1410 a statek po něm zdědila dcera Anna. Nejspíše v době husitských válek byly poručnicemi jejího statku Kateřina Vysoká z pražského Starého Města a Dorota z Angelovy zahrady v Novém Městě. Anna s Dorotou Zdechovice přenechaly Janu Voděradovi ze Sekyřic. Podle Tomáše Šimka však Jan Voděrad ze Sekyřic vesnici koupil už na začátku patnáctého století a roku 1451 odkázal Zdechovice s podacím právem, tvrzí, poplužním dvorem, dvorem ve Spytovicích a vsi Chvaletice a Labětín bratrům Janovi a Petrovi Zdechovickým ze Sekyřic a Zdechovic. Zápis obsahuje první zmínku o tvrzi.

### Šestnácté století

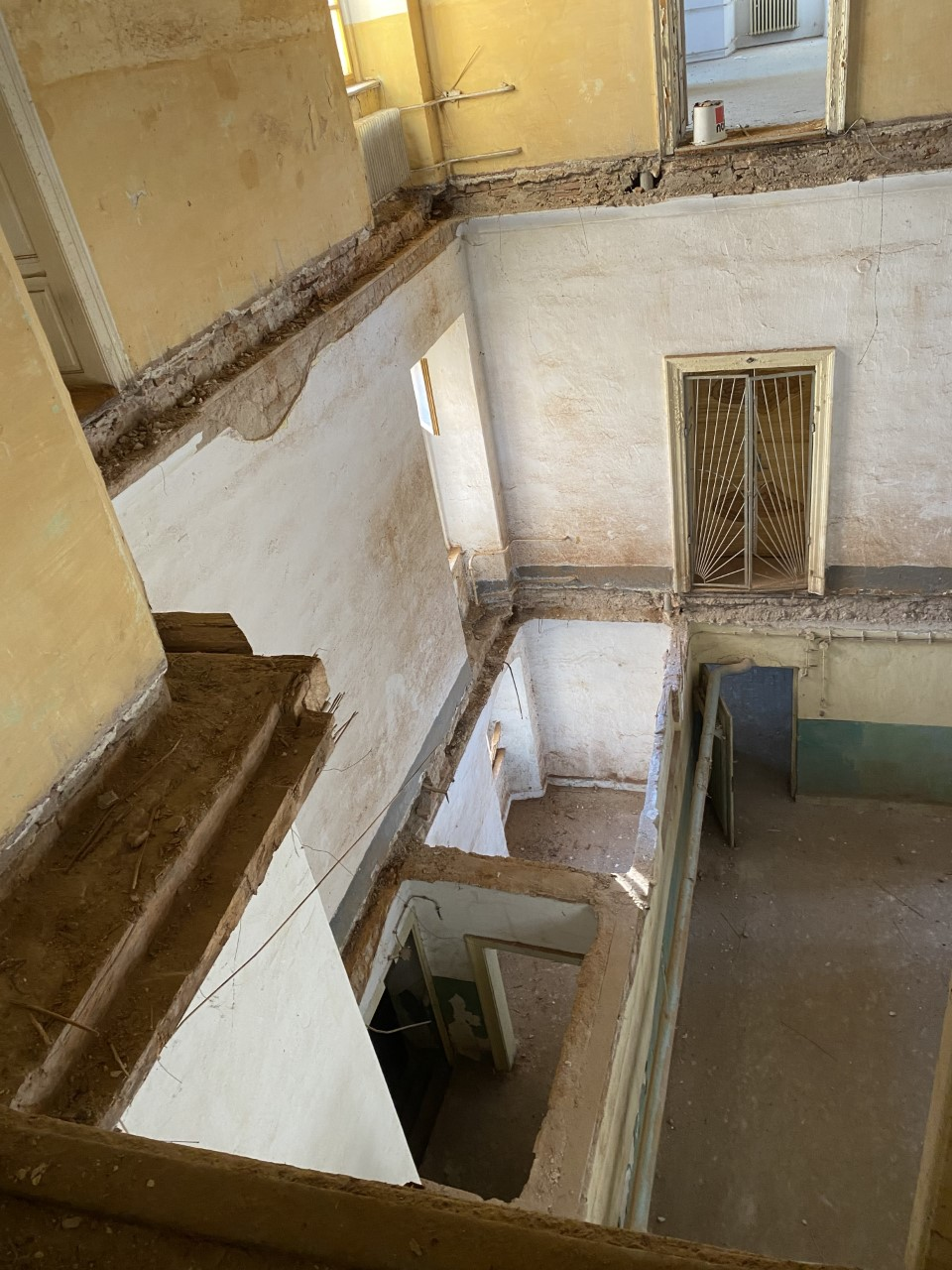
Interiér zámku

Dalším majitelem statku byl Jan ze Sekyřic uváděný v roce 1493. Oženil se s Alžbětou z Barchova, které na Zdechovicích zapsal věno a 14. května 1500 jí odkázal Běrunice. Samotné Zdechovice měli dostat Petr Sekerský z Voděrad a Janovy dcery Anna a Mandaléna, ale až po Alžbětině smrti nebo jejím dalším sňatku. Brzy po Janově smrti získal Petr Sekerský podíly obou dcer. Mandaléna mu svůj prodala 11. října 1502 za tisíc kop grošů a Anna pak přibližně o měsíc později za stejnou sumu. Petr Sekerský se velmi zadlužil, takže správu statku převzali věřitelé, kteří jej 2. října 1507 postoupili králi Vladislavovi II. za 4500 kop českých grošů. Panovník ještě téhož roku statek v ceně pěti tisíc kop grošů zastavil Mikuláši Trčkovi z Lípy a na Lichtenburku jako náhradu za zrušenou zástavu Opavského knížectví. Proti zástavě Zdechovic se postavily stavy, protože byla v rozporu s majestátem vydaným 12. listopadu 1499. Podle něj směl panovník zastavovat pouze peněžní platy, nikoliv statky. Zdechovice pak zůstaly ve správě královské koruny až do Vladislavovy smrti. K vyrovnání závazků zadluženého krále dostal zdechovické panství 1. ledna 1517 Zdeněk Lev z Rožmitálu. Panství tvořila ves Zdechovice s tvrzí, dvorem, pivovarem a mlýnem, dále vsi Chvaletice, Trnov, Řečany, Labětín, Spytovice, rybníky a další majetek v celkové ceně 1739 kop grošů.
Roku 1521 měl vesnici v zástavě Václav Lorecký ze Lkouše, ale nejspíše o dva roku později zástavu vyplatil král Ludvík Jagellonský a po několika měsících statek předal Petru Sudovi z Řeneč jako náhradu za škody vzniklé při jeho sporu s městy. Stalo se tak 16. března 1523 a cena Zdechovic byla odhadnuta na 3250 kop českých grošů. Petr se vzdal nároku na zničené Janovice a panovník mu Zdechovice zapsal do zemských desek. Po Petrovi panství zdědili synové Jan, Zikmund a Ludvík a 26. února 1526 se rozdělili, přičemž Zdechovice připadly nejstaršímu Janovi. O několik let později však Zdechovice dostal od krále Ferdinanda I. Karel ze Žerotína a na Kolíně. Následoval soud, který 3. května 1558 rozhodl, že Jan Suda měl od Karla ze Žerotína dostat 3300 kop grošů, za což mu měl panství přenechat. Jan peníze vzápětí dostal a odstěhoval se do Hradeckého kraje.
Po Karlově smrti v roce 1560 zdědili otcův majetek jeho synové. Nejstarší Karel si ponechal Kolín a tehdy nezletilí bratři Jan Jetřich, Kašpar Melichar a Jan Lukáš dosáhli 4. března 1562 propuštění statku do osobního vlastnictví. Později se o něj a další statky rozdělili a Zdechovice dostal Jan Lukáš ze Žerotína. Jeho sídlem byly Nové Dvory a 30. října 1585 Zdechovice vyjma Horušic a Kojetic prodal Hynkovi Vrábskému ze Vrábí za 12 500 kop českých grošů.

### Sedmnácté století
Vrábští ze Vrábí někdy na přelomu šestnáctého a sedmnáctého století přestavěli starou tvrz na renesanční zámek. Ten potom rodu patřil do roku 1642. V roce 1607 zemřel Aleš Vrábský a poručnictví za nezletilého Kerunka Mikuláše se ujal Vilém starší Vrábský. Panství spravoval dobře, a když Kerunk Mikuláš dosáhl věku dvaceti let, převzal majetek v dobrém stavu. Sám byl špatným hospodářem, ale zemřel už v roce 1618 v Chrudimi. Také jeho bratr Jan Štěpán utrácel víc, než panství vynášelo, a během onemocnění v Praze se velmi zadlužil, takže musel na panství nechat kácet lesy a vylovit rybníky. Zemřel 11. září 1620 a zbývající bratři Václav a Adam museli prodat Mladějovice, aby dokázali vyrovnat dluhy po zemřelém bratrovi.
Během stavovského povstání v letech 1618–1620 zůstal Václav Vrábský věrný Habsburkům a získal významné úřady. Dne 14. května 1642 prodal zdechovické panství Václavu Rudolfovi Věžníkovi z Věžník a na Malči za 21 tisíc rýnských zlatých. Po něm zámek převzal mladší syn Václav Rudolf Věžník († 1666), který byl za své služby během třicetileté války povýšen do panského stavu. Majetek po něm zdědil syn Bernard František z Věžník († 1714). Věžníkové Zdechovice roku 1722 prodali hraběti Karlu Josefovi z Paaru. Paarové potom zámek ve dvacátých až třicátých letech osmnáctého století přestavěli v barokním slohu. Ze starší stavby se dochovaly především přízemní klenuté arkády, ale budova byla zvýšena o další patro, byl upraven nový vjezd a čestný dvůr, jehož projektantem snad byl vídeňský inženýr Pistor.

### Novodobé dějiny
Roku 1802 zámek vyhořel, ale Paarové vzápětí zahájili jeho opravu v klasicistním stylu. Při přestavbě byla nově rozvržena zahrada, které získala podobu dvou teras. Menší stavební úpravy proběhly také v letech 1841 a 1865.
Roku 1889 Paarové zámek prodali Janu Schebkovi, který ho koupil pro svého zetě Ottu Mettala. Jemu patřil až do smrti v roce 1921, kdy jej zdědily jeho dcery. Z nich se správy statku ujala Hellena Mettalová. Roku 1926 nechala zbořit zámeckou věž a v roce 1932 pronajala zemědělskou půdu Zemědělskému nájemnímu družstvu ve Zdechovicích. Během druhé světové války se přihlásila k německé národnosti, a zámek jí pak byl roku 1945 zkonfiskován. Podle Tomáše Šimka zámek po roce 1949 sloužil krajskému archivu Pardubického kraje, poté Manganokyzovým dolům Chvaletice a od roku 1952 ho využívaly úřady státní správy. Web obce Zdechovice však uvádí, že od roku 1953 v zámku sídlila vojenská posádka, jejíž mužstvo bylo ubytováno v dřevěných stavbách postavených v zámeckém parku. Armáda pak zámek využívala do roku 1968, kdy jej převzala sovětská armáda, která areál opustila 21. srpna 1990. Armáda zbourala drobné stavby v parku a odstranila sochařskou výzdobu. Obora vybudovaná k chovu daňků s částí hospodářského dvora sloužila potřebám autoparku vojenské techniky.
Po odchodu armády zámek získala obec Zdechovice, která část bývalého autoparku do roku 2003 pronajímala Národnímu zemědělskému muzeu. V roce 2015 proběhla revitalizace parku.

## Stavební podoba

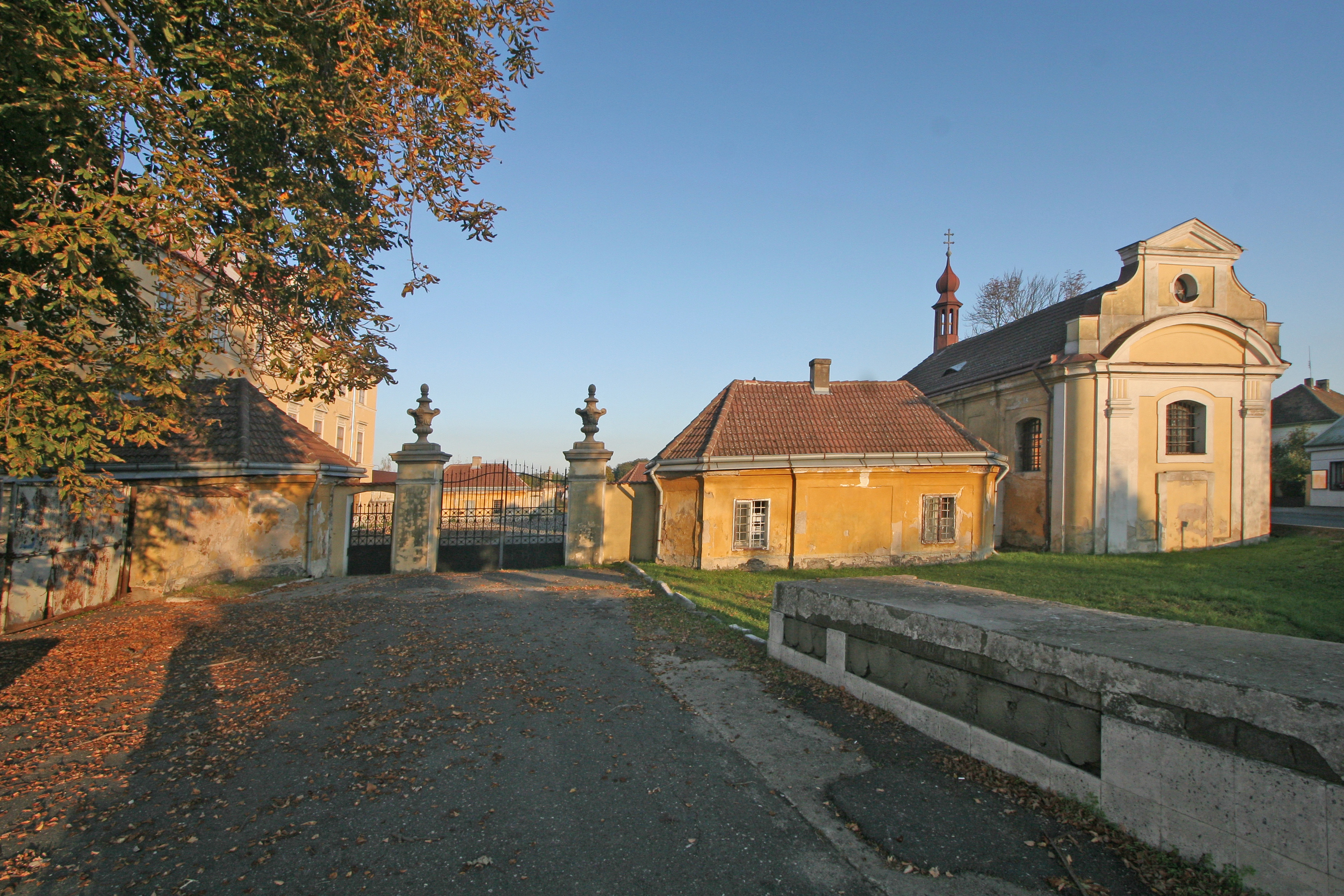
Jihozápadní nároží čestného dvora s kaplí

Zámek je dvoupatrová budova se čtyřmi křídly postavenými kolem malého nádvoří. Směrem k západu vybíhá krátké páté křídlo. Na jižní straně se nachází čestný dvůr, který zámek odděluje od silnice I/2. Na opačné straně leží pozůstatky bývalého parku ohrazeného kamennou zdí. Jihovýchodně od zámku býval hospodářský dvůr s trojkřídlou dispozicí a plackovými klenbami v některých prostorách. Park ani dvůr nejsou památkově chráněny.
Nejstarším jádrem zámecké budovy je zdivo gotické věžové či blokové tvrze, které se dochovalo v krátkém západním křídle. V patnáctém nebo šestnáctém století byla tvrz rozšířena o trojprostorový objekt, jehož pozůstatky jsou portály ve sklepení. Po renesanční přestavbě měl zámek tři křídla s fasádami zdobenými sgrafity, jejichž fragmenty se dochovaly pod vrstvami mladších omítek. Dochovaná hmota zámku je výsledkem barokní přestavby upravené na začátku devatenáctého století v klasicistním slohu.
Fasády zámku jsou hladké, místy členěné pásovou rustikou a obdélníkovými okny. Hlavní jižní průčelí má sedm okenních os, z nichž tři prostřední mírně vystupují v podobě mělkého rizalitu. Přízemní okna jsou zdůrazněna ustouplými rámy, nad nimiž jsou štukové mušle. V prvním patře okna mají nadokenní římsy. Ve střední ose je římsa segmentová a sousední okna v rizalitu mají římsy trojúhelníkové. Součástí rizalitu je pískovcový vstupní půlkruhový portál završený segmentovou římsou. Nad portálem je kartuš s dvouhlavým korunovaným orlem a erbovním štítkem. Východní a severní průčelí jsou devítiosá s nevýraznými středními rizality a půlkruhově klenutým průjezdem na severu. Na západní straně nádvoří jsou v přízemí půlkruhové arkády.
Do čestného dvora vede trojice pilířových bran se segmentově klenutými postranními brankami. Dvůr je vymezen krátkými úseky ohradní zdi, které vyplňují prostor mezi dvojicemi přízemních domků na východě a na západě, kaplí v jihozápadním nároží a tzv. arestem v jihovýchodním nároží. Budova arestu je z doby po roce 1722 a má obdélný půdorys s valbovou střechou. Fasády člení omítaný sokl a profilovaná korunní římsa. Interiér osvětluje pětice obdélných ležatých oken v severním průčelí. Původní vstup od jihu byl zazděn.
Jednolodní kaple je orientovaná k východu, má zaoblená nároží, zděný edikulový štít s náznaky volut a sedlovou střechu se štíhlým sanktusníkem. Štít spočívá na segmentově klenutém frontonu. Fasády člení lizénové rámy které jsou v průčelí a ve středních polích bočních stěn doplněné pilastry. Interiér osvětlují velká okna lemovaná šambránami. Loď s plochým stropem je od plackou klenutého presbytáře oddělena půlkruhovým vítězným obloukem. V západní části lodi se nachází do prostoru konkávně vyklenutá kruchta.
V nádvorních arkádách jsou umístěna torza barokních soch představujících alegorie Čtyř ročních dob. Sochy pravděpodobně pochází ze třicátých let osmnáctého století z autorského okruhu Matyáše Bernarda Brauna. Původně stávaly v lipové aleji v zámeckém parku, ale v období, kdy zámek využívala armáda, byly sochy poničeny a ztraceny. Torza dvou z nich byla začátkem devadesátých let dvacátého století vylovena z rybníka a alegorie Léta a Zimy byly nalezeny až roku 2013.